# Otto von Porat
Otto Wessel von Porat (29. september 1903 – 14. oktober 1982) var en norsk sværvægtsbokser. Otto von Porat vandt olympisk guldmedalje ved OL i 1924, da han i finalen besejrede den danske sværvægter Søren Petersen. Otto von Porat havde endvidere en lang karriere som professionel, hvor han boksede en lang række kampe i USA og i Europa.

## Opvækst
Otto von Porat blev født i den svenske by Älmhult i Sverige af forældrene, direktør og sproglærer Otto Magnus Theodor von Porat (1855–1926) og Hanna Wessel (1875–1954). Faderen var svensk og moderen norsk. Familien var velhavende og Otto von Porat modtog i en tidlig alder sprogundervisning, og lærte således at tale engelsk, tysk og fransk flydende, ligesom han beherskede de skandinaviske sprog.
I en ung alder flyttede familien til København, hvor faderen etablerede en filial af The Berlitz School of Languages. I 1914 flyttede familien til Oslo, hvor faderen foretog betydelige maritime investeringer, der imidlertid slog fejl som følge af omvæltningerne under 1. Verdenskrig. Familiens formue forsvandt, og familiens børn måtte søge arbejde. Otto von Porat fik arbejde som assistent i et shippingfirma i Oslo.

## Amatørkarriere
Kort efter, at familien flyttede fra København til Oslo fattede Otto von Porat interesse for boksningen, og han blev hurtigt tilknyttet Kristiania Atletklubb. Han deltog i sin første bokselandskamp som 19-årig, hvor han som letsværvægter besejrede sin svenske modstander. Han vandt samtlige sine kampe på det norske landshold, bortset fra et enkelt nederlag til Danmark i 1923. Han vandt det norske mesterskab i sværvægt i 1924.
Samme år blev han udtaget til Sommer-OL 1924 i Paris, hvor han nåede finalen, hvor han besejrede den danske sværvægter Søren Petersen, hvorved von Porat blev olympisk mester. Efter OL fortsatte von Porat som amatør, og vandt den norske mesterskab igen i 1926.

## Professionel karriere
Von Porat flyttede i 1926 til USA for at blive professionel. Han debuterede den 19. oktober 1926 i en kamp i Chicago, og opnåede 6 sejre i de første 7 kampe inden han blev matchet med den stærke veteran Young Stribling, der med 158 kampe var for rutineret for von Porat. Von Porat fortsatte imidlertid karrieren i USA med en række sejre, herunder over den stærke belgier Pierre Charles og amerikaneren Chuck Wiggins. Von Porat blev 5. november 1928 matchet mod den spanske europamester og VM-udfordrer Paolino Uzcudun i Madison Square Garden, men blev besejret på point over 10 omgange. Von Porat kom imidlertid tilbage med sejre over bl.a. Tom Heeney og Meyer "K.O." Christner, sidstnævnte på Yankee Stadium med 60.000 tilskuere. K.O. Christner havde kort forinden stoppet dansk-amerikaneren Knute Hansens lovende karriere med en knockoutsejr.
Otto von Porat var på dette tidspunkt en publikumsmagnet ved de store boksestævner i Chicago og New York, og i 1930 kom von Porat på forsiden af det ansete amerikanske boksemagasin Ring Magazine. Sejren over Christner medførte, at von Porat kom med i turneringen til at finde en ny verdensmester i sværvægt, da titlen var blevet ledig efter at Gene Tunney havde trukket sig ubesejret tilbage. Von Porat blev dog diskvalificeret i den første kamp i turneringen mod Phil Scott, og et efterfølgende pointnederlag til Paolino Uzcudun samt et knockoutnederlag til Young Stribling medførte, at von Porats chancer for en VM-kamp forsvandt.
Han vendte i stedet tilbage til Europa, hvor han den 20. juni 1931 i Oslo mødte sin gamle modstander fra OL-finalen Søren Petersen. Porat stoppede Petersen i 5. omgang og boksede herefter mod svenskeren Harry Persson i en kamp, der var annonceret som værende om det skandinaviske mesterskab i sværvægt. Von Porat vandt på knockout i 1. omgang. Han boksede et par kampe yderlige i Europa forinden han igen drog til USA, hvor han vandt 3 ud af 4 kampe forinden han igen vendte tilbage til Europa i 1933. Han boksede her mod en række forholdsvis stærke modstandere, men efter et nederlag til Obie Walker den 17. november 1934 i Geneve opgav Otto von Porat karrieren.

## Efter boksekarrierens afslutning
Efter afslutningen af boksekarrieren boede von Porat i en årrække i Chicago, men han flyttede siden tilbage til Oslo, hvor han drev et gynmastikinstitut. Han fungerede også som boksetræner og var træner for bl.a. svenske boksere.

## Bøger i eget navn
Otto von Porat skrev følgende erindringsbøger:
- Mine erfaringer fra ringen. Boksingens teknikk og trening, 1936
- Kampår. Minner fra mitt liv som bokser, 1942
- Olympiamedaljen, ungdomsroman, 1946